# Енанд
Енанд (фр. Esnandes) је насељено место у Француској у региону Поату-Шарант, у департману Приморски Шарант.
По подацима из 2011. године у општини је живело 2076 становника, а густина насељености је износила 278,66 становника/km².

## Демографија
| 1962. | 1968. | 1975. | 1982. | 1990. | 2011. |
| ----- | ----- | ----- | ----- | ----- | ----- |
| 713   | 719   | 781   | 1.370 | 1.730 | 2.076 |